# Katja Riemann
Katja Hannchen Leni Riemann, més coneguda com a Katja Riemann, (Weyhe, 1 de novembre de 1963) és una actriu i cantant alemanya.
Filla de dos professors, Riemann av créixer a Weyhe, prop de Bremen. Després de l'institut va marxar a Hamburg per estudiar música i teatre. És mare de la també actriu Paula Riemann, essent el pare Peter Sattmann.

## Premis
- 1993 Bayerischer Filmpreis, Millor actriu
- 1995 Bayerischer Filmpreis, Millor actriu
- 1997 Bayerischer Filmpreis, Pel·lícula més ben valorada[2]

## Filmografia
- 1985–1986: Sommer in Lesmona (Fernseh-Mehrteiler), Direcció: Peter Beauvais
- 1988: Faust – Vom Himmel durch die Welt zur Hölle, Direcció: Dieter Dorn
- 1989: Tatort: Katjas Schweigen, Direcció: Hans Noever
- 1989: Salz für das Leben (Kurzfilm), Direcció: Rainer Kaufmann
- 1990: Regina auf den Stufen (Fernsehmehrteiler), Direcció: Bernd Fischerauer
- 1991: Von Gewalt keine Rede, Direcció: Theodor Kotulla
- 1992: Der Fahnder – Zwischen den Stühlen
- 1992: Abgeschminkt!, Direcció: Katja von Garnier
- 1992: Ein Mann für jede Tonart, Direcció: Peter Timm
- 1992: Die Distel, Direcció: Gernot Krää
- 1993: Polizeiruf 110: Blue Dream – Tod im Regen, Direcció: Bodo Fürneisen
- 1994: L'home desitjat (Der bewegte Mann), Direcció: Sönke Wortmann
- 1994: Himmel und Hölle, Direcció: Hans-Christian Schmid
- 1995: Nur über meine Leiche, Direcció: Rainer Matsutani
- 1995: Stadtgespräch, Direcció: Rainer Kaufmann
- 1996: Hart, aber herzlich − Operation Jennifer, Direcció: Tom Mankiewicz
- 1996: Nur aus Liebe, Direcció: Dennis Satin
- 1996: Die Apothekerin, Direcció: Rainer Kaufmann
- 1997: Bandits, Direcció: Katja von Garnier
- 1997: Comedian Harmonists, Direcció: Joseph Vilsmaier
- 1999: Männer sind wie Schokolade
- 1999: Balzac – Ein Leben voller Leidenschaft (Balzac), Direcció: Josée Dayan
- 1999: Else – Geschichte einer leidenschaftlichen Frau, Direcció: Egon Günther
- 1999: Long Hello and Short Goodbye, Direcció: Rainer Kaufmann
- 2000: Begierde (Desire), Direcció: Colleen Murphy
- 2001: Goebbels und Geduldig, Direcció: Kai Wessel
- 2001: Girl, Regie: Piers Ashworth
- 2002: Bibi Blocksberg, Direcció: Hermine Huntgeburth
- 2002: Nachtmusik, Kurzfilm, Direcció: Johannes Thielmann
- 2003: Rosenstraße, Direcció: Margarethe von Trotta
- 2003: Der Job seines Lebens, Direcció: Rainer Kaufmann
- 2004: Der Job seines Lebens 2 – Wieder im Amt, Direcció: Hajo Gies
- 2004: Agnes und seine Brüder, Direcció: Oskar Roehler
- 2004: Bibi Blocksberg und das Geheimnis der blauen Eulen, Direcció: Franziska Buch
- 2004: Bergkristall, Direcció: Joseph Vilsmaier
- 2005: Die Diebin und der General, Direcció: Miguel Alexandre
- 2005: Küss mich, Hexe!, Direcció: Diethard Küster
- 2006: Ich bin die Andere, Direcció: Margarethe von Trotta
- 2006: Das wahre Leben, Direcció: Alain Gsponer
- 2007: Blood and Chocolate, Direcció: Katja von Garnier
- 2007: Ein fliehendes Pferd, Direcció: Rainer Kaufmann
- 2007: Mein Führer: La veritat més autèntica sobre Adolf Hitler, Direcció: Dani Levy
- 2007: Shanghai Baby, Direcció: Berengar Pfahl
- 2008: Up! Up! To the Sky, Direcció: Hardi Sturm
- 2009: Romeo und Jutta, Direcció: Jörg Grünler
- 2009: Vulkan, Direcció: Uwe Janson
- 2010: Die Grenze, Direcció: Roland Suso Richter
- 2011: Die fremde Familie, Direcció: Stefan Krohmer
- 2011: Die Relativitätstheorie der Liebe, Direcció: Otto Alexander Jahrreiss
- 2011: Der Verdingbub, Direcció: Markus Imboden
- 2012: Türkisch für Anfänger, Direcció: Bora Dagtekin
- 2012: Ausgerechnet Sibirien; Direcció: Ralf Huettner
- 2012: Clarissas Geheimnis, Direcció: Xaver Schwarzenberger
- 2012: Baron Münchhausen (zweiteiliger Fernsehfilm) – Direcció: Andreas Linke
- 2012: Das Wochenende, Direcció: Nina Grosse
- 2013: Verratene Freunde, Direcció: Stefan Krohmer
- 2013: Tatort: Die Wahrheit stirbt zuerst, Direcció: Miguel Alexandre
- 2013: Fack ju Göhte, Direcció: Bora Dagtekin
- 2013: Totenengel
- 2013: Kleine Schiffe, Direcció: Matthias Steurer
- 2014: Die Fahnderin, Direcció: Züli Aladağ
- 2014: Coming In, Direcció: Marco Kreuzpaintner
- 2014: Das gespaltene Dorf
- 2014: Ohne Dich
- 2015: Die abhandene Welt, Direcció: Margarethe von Trotta
- 2015: Fack ju Göhte 2, Direcció: Bora Dagtekin
- 2015: Er ist wieder da
- 2016: SMS für Dich. Direcció: Karoline Herfurth